# Lempertsbach
Der Lempersbach, im Unterlauf auch Grundbach genannt, ist ein 9 km langer, orografisch rechter Zufluss der Werra in Thüringen, Deutschland, der fast durchgehend in südliche Richtung fließt. Der ursprüngliche Name des Gewässers soll Nazzaha gewesen sein, wovon der Ortsname Nazza abgeleitet wurde.

## Verlauf
Der Lempersbach entspringt in einer Wiese am südlichen Ortsrand von Heyerode im Unstrut-Hainich-Kreis. Nur 200 m von der Quelle befindet sich ein kleiner Teich, den stark schüttende Quellen speisen. Von diesem Reservoir wurde über eine hölzerne Rinne das Mühlwasser zur 300 m  bachabwärts gelegenen Obermühle auf ein oberschlächtiges Mühlrad befördert. Zu Heyerode gehört auch die nach weiteren 200 m folgende Untermühle, welche in gleicher Weise mit Wasser versorgt wurde.
Der Lempersbach muss sich nun durch eine natürliche Engstelle zwischen Sommerstein (linksseitig=östlich, 462 m) und Aschberg (422 m) bzw. Ruppersberg (372 m) zwängen und erhält, zwischen den beiden letztgenannten Bergen, von rechts seinen ersten Zufluss, den Bärenbach. Bis zum Ortsrand von Hallungen folgen das Ritzhäuser Wasser als linker Zufluss und der Griebelsgraben als rechter Zufluss. Südöstlich des 347 m hohen Rohrbachskopfes wird der Lempersbach zwischen den Mündungen der beiden letztgenannten Nebenbäche in zwei Fischteichen aufgestaut.
Es folgt die Ortslage Hallungen, die sich am westlichen Ufer auf einer Länge von 500 m erstreckt. Am Ende der Ortslage erreicht der Bach den Wartburgkreis. Nach weiteren 500 m  mündet der Ludenborn von links ein. Westlich des 313 m hohen Knoblochsköpfchens  wurde eine Fischzuchtanlage aufgebaut, sie besteht aus 7 kleinen Teichen.
Es folgt die Ortslage von Nazza, hier wird der Lempersbach als kanalisierter Wasserlauf durch die Ortslage geleitet. Ein namenloser rechter Zufluss mündet im äußersten Norden des Ortes und der bei Wernershausen entspringende Steingraben als linker Zufluss mündet im Süden Nazzas ein.
Bis zur Mündung in die Werra unterhalb von Mihla fließt der Lempersbach durch ein etwa 3 km langes, teilweise bewaldetes und sehr enges Tal. Hier befand sich die ehemalige Kleinsiedlung Almenhusen – heute eine Wüstung, zu der auch die um 1985 abgerissene Grundmühle gehört hat.

## Name
Der Gewässername Lempersbach geht auf eine alte Befestigung – Landwehr zurück, die am Kirchköpfchen bei Nazza den Bach schneidet.  Im Unterlauf ist der Name Grundbach gebräuchlich, hier befand sich auch die Grundmühle. In der Kartensammlung von J.G. Schleenstein wird dieser Bach mit die Natze gekennzeichnet.

## Wirtschaftshistorie
Mit dem Wasser des Lempersbach wurden bereits im Hochmittelalter mehrere Mühlen betrieben, hierzu zählen die Obermühle und die Untermühle bei Heyerode sowie die Grundmühle bei Mihla. Zahlreiche Fischteiche finden sich noch heute um Hallungen. In Nazza befand sich unterhalb der Ortslage auch zeitweise eine Flachsröste.